# Antocha (Antocha) sagana
Antocha (Antocha) sagana is een tweevleugelige uit de familie steltmuggen (Limoniidae). De soort komt voor in het Palearctisch gebied.